# Orquesta China de Taipéi
La Orquesta China de Taipéi (en chino tradicional, 臺北市立國樂團; pinyin, Táiběishì Lìguó Yuètuán, también conocida por sus siglas en inglés TCO) es una orquesta china con sede en el distrito de Zhongzheng, Taipéi, Taiwán. Fue el primer conjunto profesional de este tipo en Taiwán.

## Historia
Fue fundada en 1979 por el gobierno de la ciudad de Taipei.
En el 6 de noviembre de 1999, el Gobierno de la ciudad de Taipei estableció el Departamento de Asuntos Culturales, con el que la Orquesta China de Taipei pasó a depender de este departamento municipal.